# Otto Serner

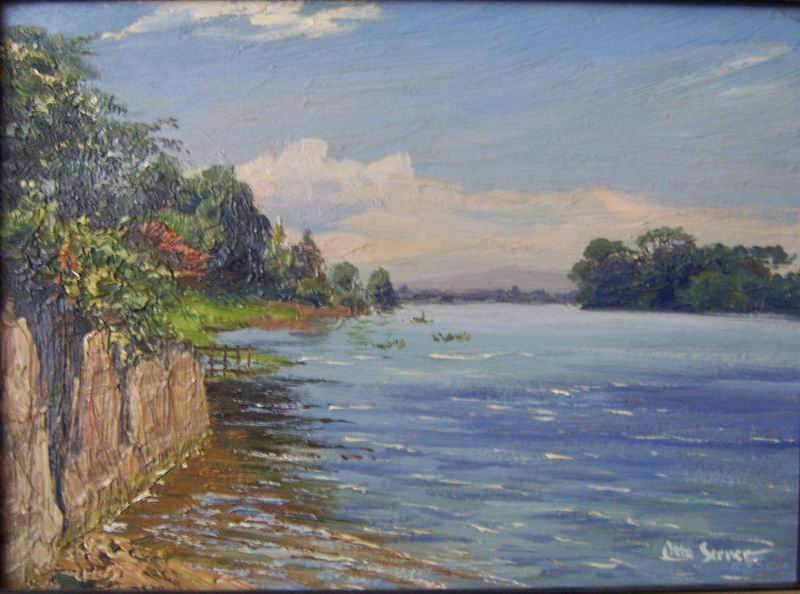
Stromy brzeg w Sorrento, ok. 1890

Otto Serner (ur. 10 kwietnia 1857 w Żaganiu, niem. Sagan, zm. 9 czerwca 1929) – niemiecki malarz pejzaży, impresjonista.

## Życiorys
Studiował początkowo w Akademii Sztuk Pięknych w Berlinie, a w latach 1882–1886 w Kunstakademie w Düsseldorfie, gdzie był uczniem Eugena Dückera i Olafa Jernberga. Od 1897 mieszkał we Wrocławiu, później przeniósł się do Drezna. W poszukiwaniu natchnienia wyjeżdżał od 1885 do Włoch, by studiować intensywne światło południa. Za namową swojego mistrza Dückera malował również na Rugii, gdzie fascynowały go szczególnie naturalne formy krajobrazu i refleksy świetlne na falach morza. Później osiadł w Dreźnie, skąd na zlecenie ostatniego króla Saksonii wyjeżdżał studiować za granicę do Włoch i Grecji. Do jego ulubionych tematów należały widoki morza. Ostatnie lata życia spędził we wsi Cunnersdorf koło Jeleniej Góry.